# Andreas Böhm
Andreas Böhm vagy Andreas Boehm (latinosan Andreas Boehmius, magyarosan Böhmius András) (Darmstadt, 1720. november 17. – ?, 1790. július 16.) német filozófus és matematikus, a Gießeni Egyetem professzora a felvilágosodás korában.

## Életrajza
Édesapja Johann Michael Böhm, hangversenymester („Concertmeister”) volt Darmstadtban.
1737-ben, alighogy 17 éves lett, beiratkozott a Marburgi Egyetemre, ahol előszeretettel látogatta az ismert filozófus, Christian Wolff előadásait egészen Wolff 1740-es távozásáig. Még 1740-ben a filozófia doktorává avatták Marburgban, majd hamarosan ugyanott magántanárként („Privatdozent”) előadásokat kezdett tartani. 1744-ben meghívták a Gießeni Egyetemre a metafizika és a logika rendes professzorának („ordentlich Professor”), ahol két évvel később a matematika professzora is lett. Pályafutása során kinevezték egyetemi felügyelővé („Inspector der Universität”), dékánná („Professor primarius”), tényleges bányatanácsossá („wirklicher Bergrath”), majd 1778-ban tényleges titkos tanácsossá („wirklicher Geheimen Rath”).
Ő az alapítója a „Gießener Wochenblatt” című folyóiratnak (mai neve: „Gießener Anzeiger”).

## Tagságok
Tudományos társulatok választották tagjaik közé például Erfurtban, Frankfurt an der Oderben, Gießenben és Vlissingenben. Ezenkívül tagja volt Marburgban a „Zu den drey Löwen” nevű szabadkőműves páholynak.

## Művei
Saját korában jelentős elismerést szerzett azzal, hogy a matematikai módszereket különféle tudományágakban alkalmazta. Ma már azonban a tudomány fejlődése következtében számos írása elvesztette korábbi jelentőségét.
- Dissertatio inauguralis philosophica, exhibens statum furiosorum in paroxysmo constitutorum. Thesis. Marburg: Marburgi Cattorum, Phil. Casim. Muller, 1740 (társszerző: Johann Adolph Hartmann)
- De usu cognitionis differentiae intercedentis inter via veritatum genera: programma, 1742
- De gustu philosophico commentatio scientifica. Giessae : Apud Joh. Philippum Krieger, 1745[8][9]
- Programma de materialismo, egoismo et idealismo, 1745
- Vom Monde, 1746
- Logica: in usum auditorii sui ordine scientifico conscripta. Francofurti Ad Moenum, Apud Henr. Ludov. Broenner, 1749
  - Editio tertia. Claudiopoli, impress.per Stephanum Paldi, 1764[8][10]
- Metaphysica: in usum auditorii sui ordine scientifico conscripta, 1753
  - Krieger, 1767
- Dissertatio inauguralis philosophica de notitia Dei naturali, 1763 (társszerző: Philipp Wilhelm Mosebach)
- Gründliche Anleitung zur Messkunst auf dem Felde, samt zweyen Anhängen vom Wasserwägen und von der und von der unterirdischen Mess- oder Markscheidekunst, zum Nutzen derer, denen an der Ausübung dieser Wissenschaften gelegen ist, hauptsächlich aber zum Gebrauche seiner Zuhörer aufgesetzt. Frankfurt und Leipzig: Bey Heinrich Ludwig Brönner, 1759
  - 2. hin und wieder verm. Aufl. Frankfurt: Heinrich Ludwig Brönner, 1779
- Gründliche Anleitung zur Kriegs-Baukunst., Franckfurt : Brönner, 1776
- Magazin für Ingenieur und Artilleristen., Giessen : Krieger, 1777–1795 (társszerző: Johann Karl Friedrich Hauff)
- Neue militärische Bibliothek., Marburg : Neue akadem. Buchhandl (társszerző: F. K. Schleicher)

## Fordítás
- Ez a szócikk részben vagy egészben  az   Andreas Böhm (Wissenschaftler) című német Wikipédia-szócikk ezen változatának fordításán alapul.  Az eredeti cikk szerkesztőit annak laptörténete sorolja fel. Ez a jelzés csupán a megfogalmazás eredetét és a szerzői jogokat jelzi, nem szolgál a cikkben szereplő információk forrásmegjelöléseként.